# Ağbulaq (Cəlilabad)
Ağbulaq è un comune dell'Azerbaigian situato nel distretto di Cəlilabad.